# Simon Spillett
Simon Richard Spillett (Chesham, 4 november 1974) is een Britse jazzsaxofonist en -schrijver.

## Biografie
Spillett groeide op in een muzikale familie. Zijn vader is een semiprofessionele trombonist en trad op met Tony Coe, Jimmy Skidmore en Lol Coxhill. Hij speelde vervolgens koperen blaasinstrumenten en zong in het schoolkoor. Op 16-jarige leeftijd wisselde hij naar de altsaxofoon. Bemiddeld door zijn eerste mentor Vic Ash beluisterde hij al vroeg andere muzikanten nauwlettend, zowel tijdens concerten als ook op de plaat. Door het beluisteren van geluidsdragers had Spillett veel vroege invloeden, waaronder John Coltrane, Johnny Griffin, Sonny Rollins, Ben Webster en in het bijzonder zijn landgenoot Tubby Hayes. Ook trad hij op met Dick Morrissey, Art Themen, Spike Robinson en Duncan Lamont.
Op 21-jarige leeftijd werd Spillett professioneel muzikant. Hij werd lid van de BBC Big Band en bouwde zich in de loop van het volgende decennium met zijn vindingrijke en originele spel een goede naam op bij muzikanten en publiek. Spillett formeerde een kwartet met John Critchinson, Andy Cleyndert en Martin Drew, dat sinds midden eerste decennium in het nieuwe millennium voor een voortdurend groeiend publiek optrad, voornamelijk in het Verenigd Koninkrijk (vaak met Spike Wells als vervanger voor Drew). Hij bracht meerdere platen uit, die goede kritieken kregen.
In 2013 was Spillett deel van de samenwerkende band Standard Miles (met Henry Lowther, John Critchinson, Dave Green en Trevor Tomkins), die zich oriënteerden aan het spel van het kwintet van Miles Davis als attractie bij Britse festivals. Tot eind 2017 bestond zijn kwartet uit John Critchinson, Alec Dankworth en Clark Tracey.
Daarnaast schrijft Spillett ook met kennis over de jazz, vooral artikels over Britse saxofonisten voor Record Collector, Jazz Rag, Jazzwise en Jazz Journal. In 2015 publiceerde hij ook een autobiografie over Tubby Hayes, waarvan in 2017 een tweede, uitgebreide editie verscheen.

## Onderscheidingen
In 2007 kreeg Spillet de BBC Jazz Award als «Rising Star». Zijn kwartet-album Sienna Red won de criticipoll van de Jazz Journal International als «Best Jazz-Album 2008/09». In 2011 werd hij als beste tenorsaxofonist bij de British Jazz Awards gekozen. In 2016 werd hij onderscheiden met de British Jazz Award wegens zijn verdiensten voor de Britse jazz.

## Discografie
- 2006: Introducing Simon Spillett (Woodville Records)
- 2007: Sienna Red (Woodville Records)
- 2013: Square One (Gearbox Records)

- Gemeinsame Normdatei: 1023490234
- International Standard Name Identifier: 0000 0003 7990 0863
- Library of Congress Control Number: nb2007024308
- MusicBrainz: 741b9423-eb5f-4ea6-9ee2-b65b37a75d3f
- Virtual International Authority File: 258858106
- WorldCat: E39PBJyhbKwRqkfGmQw4kqJVYP